# Celadão

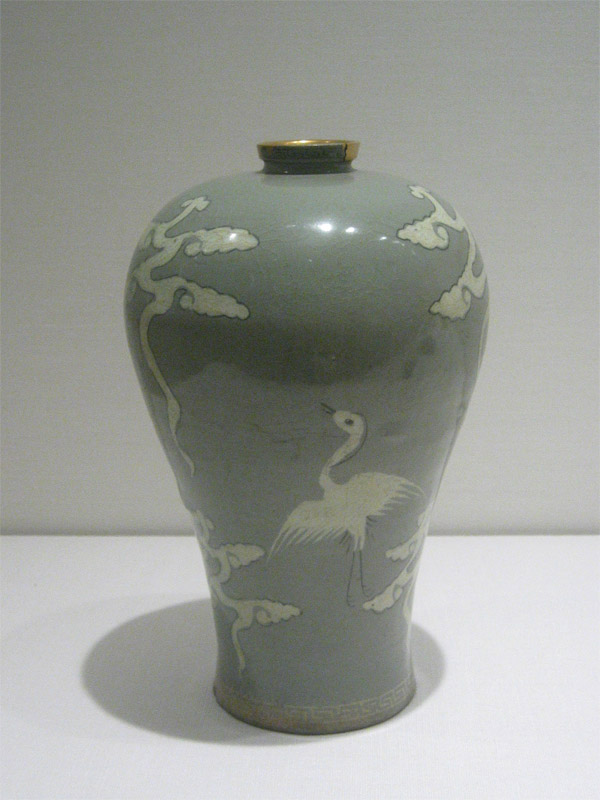
Jarrão com a técnica do celadão coreano do periodo Goryeo, com decoração de grous.

Celadão é um termo que se refere a uma cor de esmalte e também a um tipo de cerâmica de esmalte translúdico próprio da China (chinês: 青瓷, pinyin: qingci, lit. ‘porcelana verde’), especialmente das dinastias Tang, Song e Ming, e do Extremo Oriente. Geralmente o celadão apresenta tons de verde, azul ou acinzentado.
As cerâmicas celadão da Coreia do período Goryeo (918-1392) utilizavam este esmalte translúcido verde ou azul-cinzento. Hay, sin embargo, celadão primitivo na China, donde se inventou o processo na região de Yue, na bacia do rio Yangtse. O celadão é muito popular na Ásia, já que permite obter a cor do jade, a pedra sagrada.

## Origem da palavra
A palavra «celadão» provém do grego: κελάδων, literalmente «ressonância», do nome de um guerreiro nas Metamorfoses de Ovídio, 5, 144 ds TLL s.v.
O celadão deve o seu nome a um pastor, Céladon, personagem de uma novela pastoril de 1610, L'Astrée de Honoré d'Urfé, personagem que usava cintas verde pálido e devido a isto deu nome à cor como celadão. A novela foi escrita numa época na qual os produtos «qingci» das oficinas chinesas de Longquan tinham grande popularidade em França: a cor da porcelana chinesa foi comparada com a roupa de Celadão e esta associação foi mantida mesmo em outros idiomas.

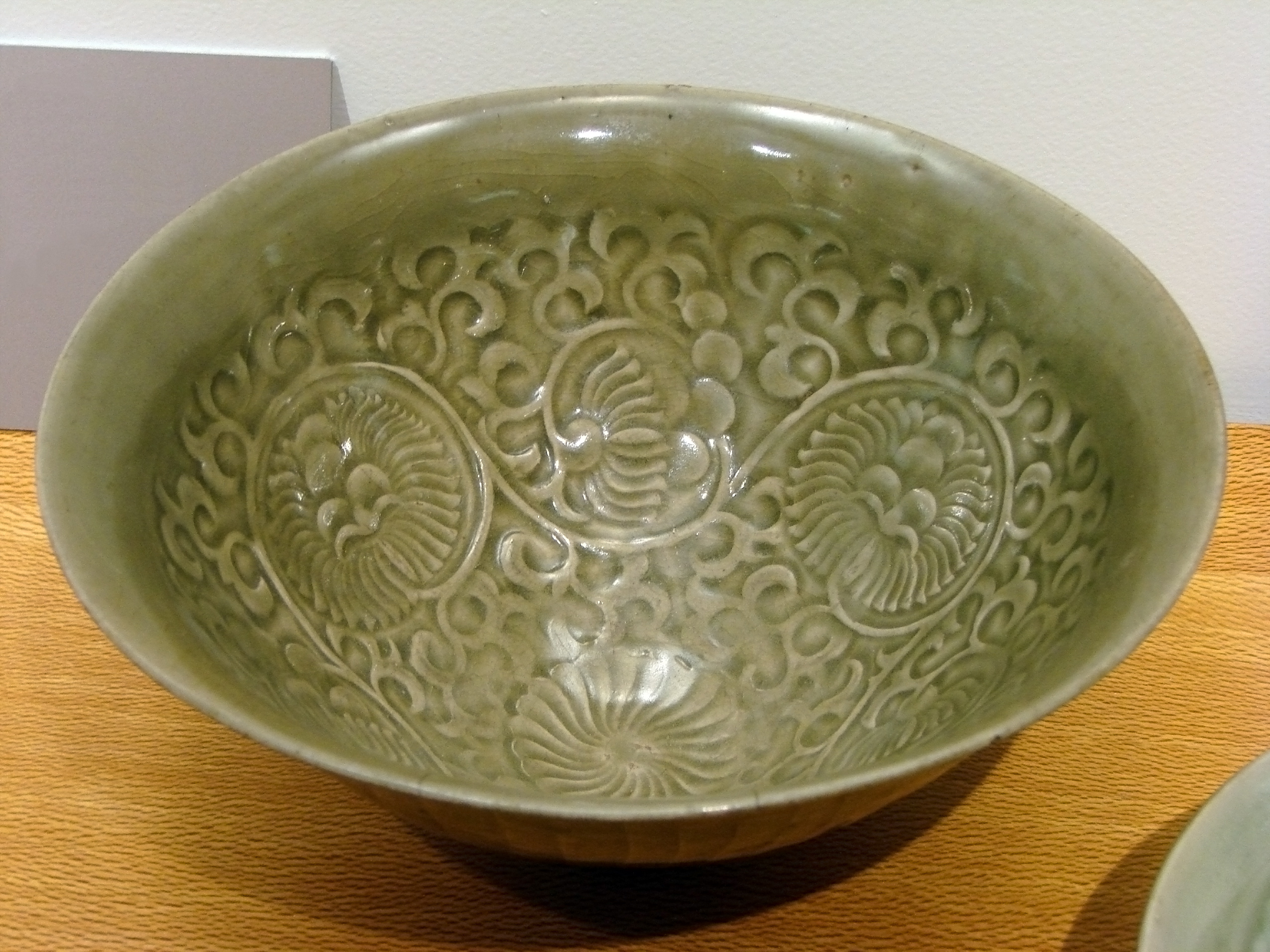
Taça chinesa com decoração incisa.Dinastia Song do Norte - Século X e século XI.

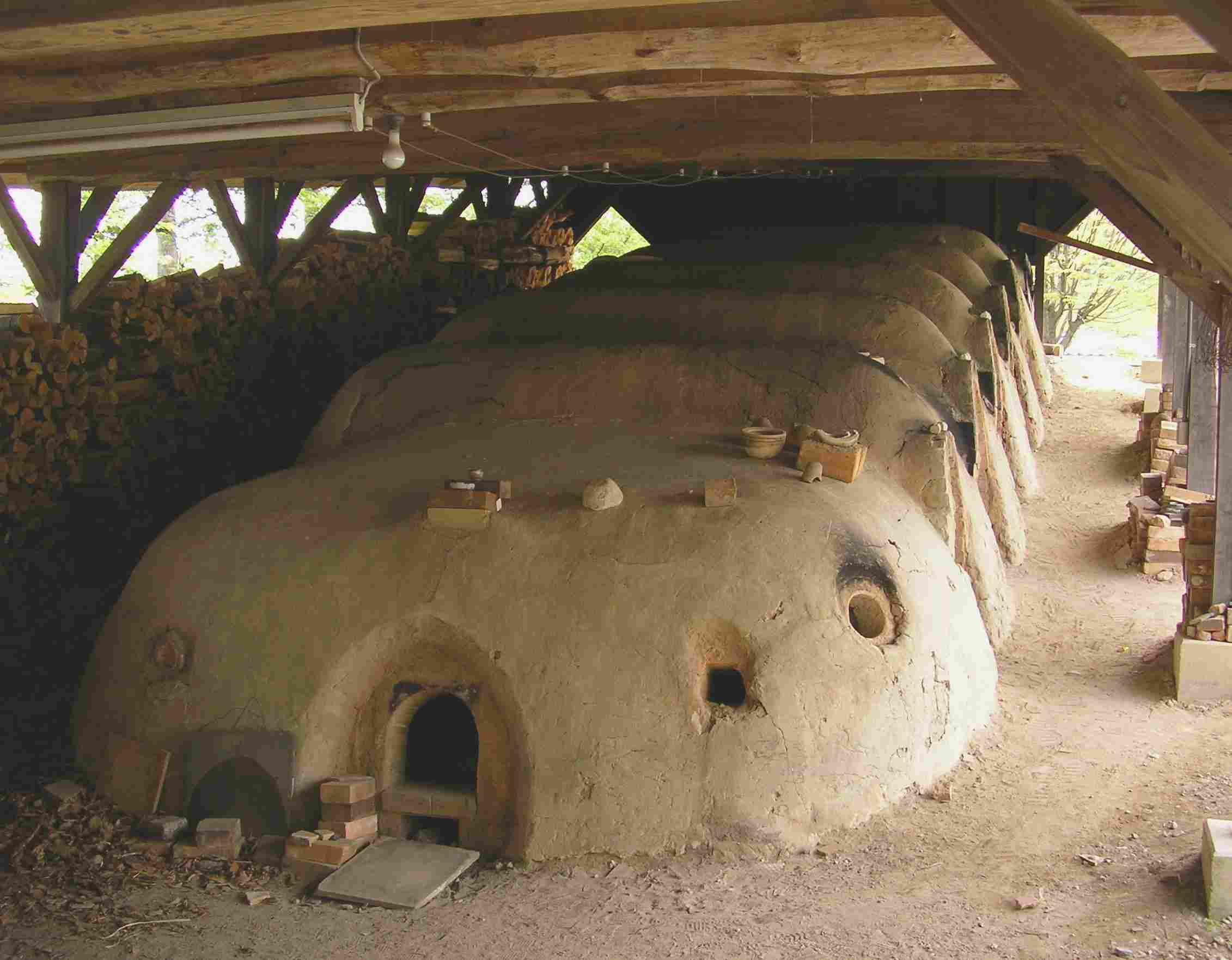
«Forno dragão» japonês.

## História
O celadão foi inventado por oleiros chineses da região de Yue no século II, mas já em torno de 1250 a.C. os fornos de algumas olarias chinesas podiam chegar a 1200 °C. Esta temperatura permite obter um material vítreo, quando as cinzas quentes de madeira ou outa matéria vegetal (palha de arroz) caem sobre a superfície das peças, deixando uma capa impermeável, transparente e brilhante. São estas qualidades, juntamente com o aperfeiçoamento do torno, que se tinha tornado mais rápido, e a seleção de materiais, metodicamente explorados pelos engenhosos artesãos chineses, que permitiram pouco a pouco obter cores que variavam do castanho ao amarelo-esverdeado.

### Origens

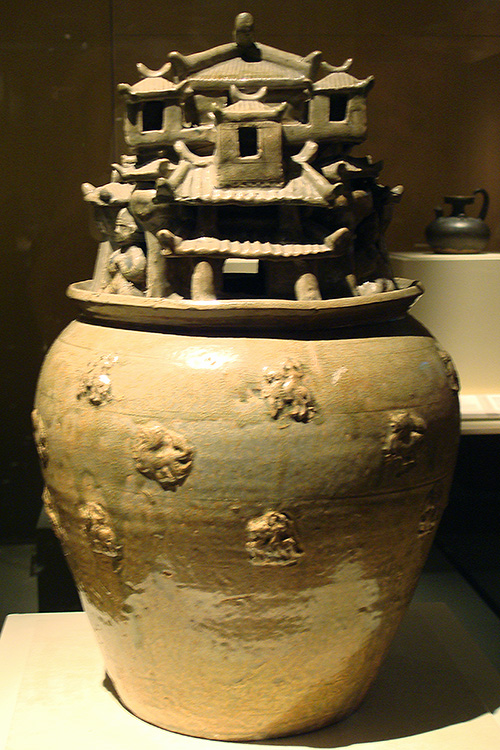
Vasilha com a primitiva cor ocre, encontrada na província de Zhejiang, para as «residências das almas dos mortos»

Desde o século XI que se fabricam jarras e vasilhas cujos desenhos estão próximos dos bronzes rituais para acompanhar os mortos nos seus túmulos. Estas obras arcaicas de cor ligeiramente ocre mostram numerosas listas vitrificadas. Esta nova técnica foi aperfeiçoada pelos artesãos da província de Zhejiang.
Em várias ocasiões, a cobertura foi criada com cinzas de madeira seca, ou com uma mistura de argila e cinza húmida filtrada numa peneira. Mais tarde, uma mistura de cinza  e de argila líquida era estendida com ajuda de um pincel. A experiência dos oleiros permitiu-lhes notar que os fornos maiores eram os mais efetivos. Construídos numa colina, com ladrilhos de argila refratária, receberam o nome de «forno dragão».
No século VIII, a cobertura era perfeita, e os oleiros de Yue eram particularmente conhecidos pela produção de bules para chá, cujas cores coincidiam com as da bebida favorita dos intelectuais chineses, que os comparavam a «nuvens verdes capturadas num redemoinho de gelo». Graças a estas personagens intelectuais, a produção de cerâmica celadão entrou na corte imperial.
A porcelana coreana de celadão aparece no século X, perto de Inchon. A partir do ano 1000, graças à influência da China e a uma longa investigação, a porcelana coreana conseguiu um alto grau de sofisticação. As suas cores azuladas distinguem-na do celadão chinês. As outras produções cerâmicas foram decaindo e esta técnica prevalece sobre todas as outras.

### A idade de ouro do celadão

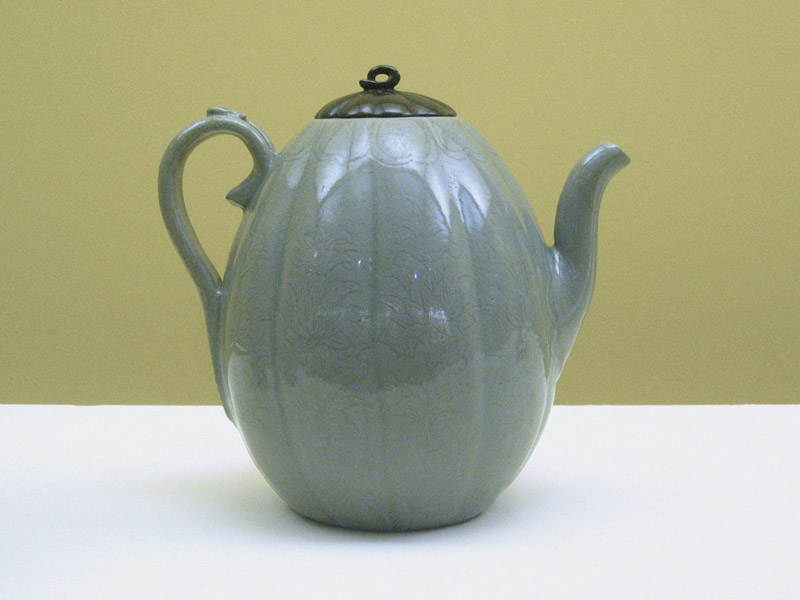
Celadão da Coreia.

Em 1050, a técnica de fabrico chegou à perfeição e permitiu produzir grandes séries de objetos de formas puras e com um esmalte profundo e livre de craquelês. As decorações eram incisas na argila e eram abstratas (arabescos), usando também motivos florais ou de animais (como a fénix), o que refletia a influência dos Quitais.

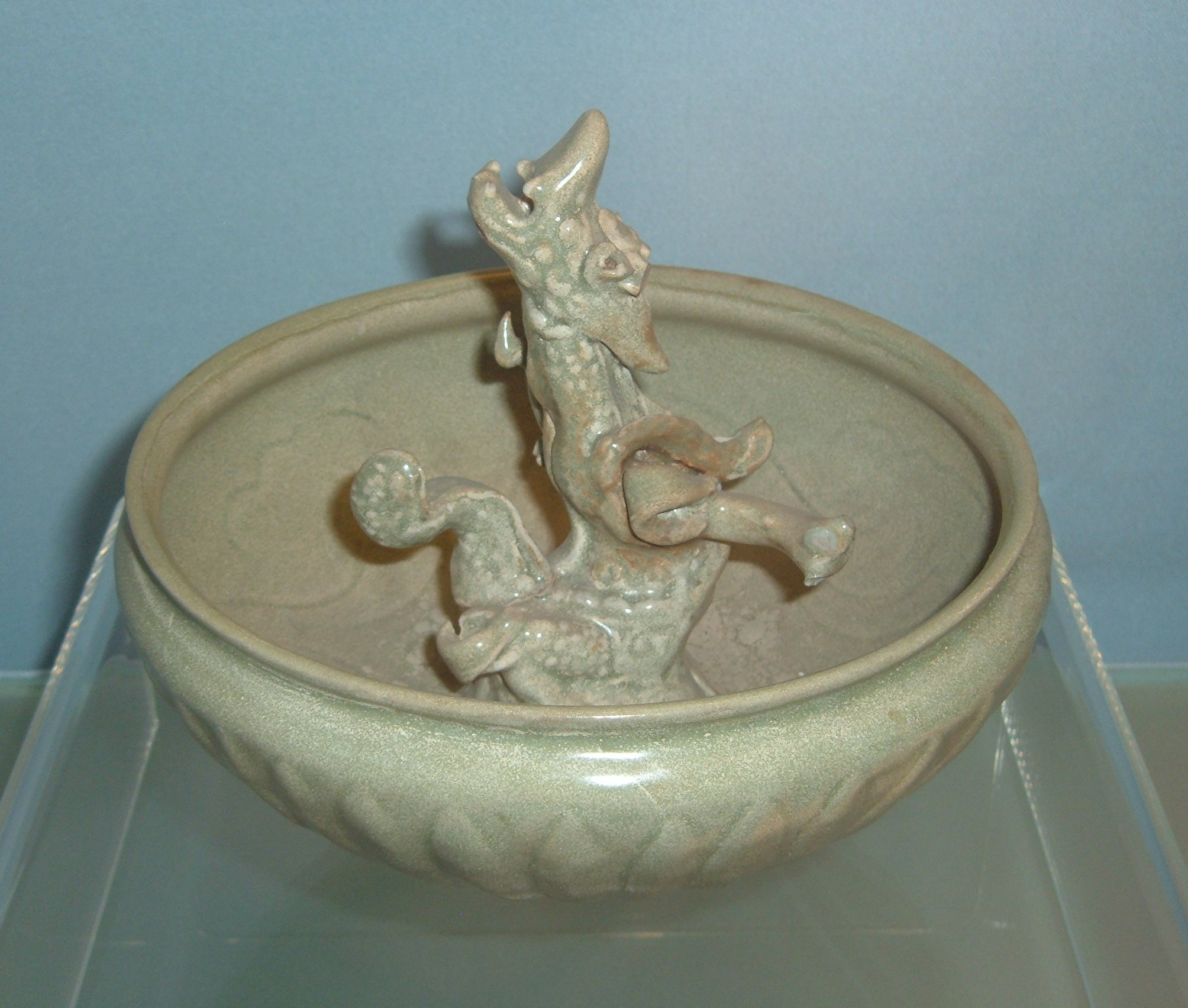
Tigela de celadão desenhada com um dragão, pertencente à época da dinastia Yuan(1279-1368).

A idade de ouro do celadão estendeu-se do século XI ao século XIV na China, durante a dinastia Song e a dinastia Yuan. As peças eram fabricadas mais para desfrutar por contemplação do que para utilização funcional, e a cor ia de um verde pálido até ao prateado, quase transparente. Os artesãos chineses reproduziram os bronzes antigos, pelo que abandonaram a cor ocre por um verde cremoso que faz destacar as suas obras primas, e é a esta famosa cor que hoje se associa o nome "celadão".
Em 1150, aparece o celadão com incrustações. Esta técnica inventada na Coreia permite decorar jarrões com novos motivos realistas; nuvens ou grous; os pequenos objetos (caixas de frascos de perfume o para unguentos) estão decoradas com flores. O celadão é cada vez mais utilizado, e os palácios reais cobrem-se de azulejos celadão. As peças de celadão vermelho foram inventadas nesse momento e foram as mais populares na China. Influenciados pelos seus companheiros ceramistas chineses, os coreanos chegaram a um punto culminante na sua arte. Tanto assim foi que as importações de cerâmica chinesa cessaram por completo nesta época.
A técnica de decoração, até ao século XII, começou a declinar com as invasões dos mongóis (após 1231). Em finais do século XIII os motivos de ornamentação passam a ser menos variadas e mais simples. Pouco a pouco, os ceramistas coreanos esqueceram as técnicas de fabrico do celadão. O celadão azul-esverdeado não se produziu entre os séculos XIV e século XX.
Durante a dinastia Joseon os oleiros ainda produziram celadão, mas as peças não são tão brilhantes e de cor azul ou cinzenta, pois foram feitas sem brilho e de cor azul-esverdeada, sendo os motivos decorativos pobres e inclusivamente austeros, por vezes, simplesmente aplicados com a ajuda de um sinete.

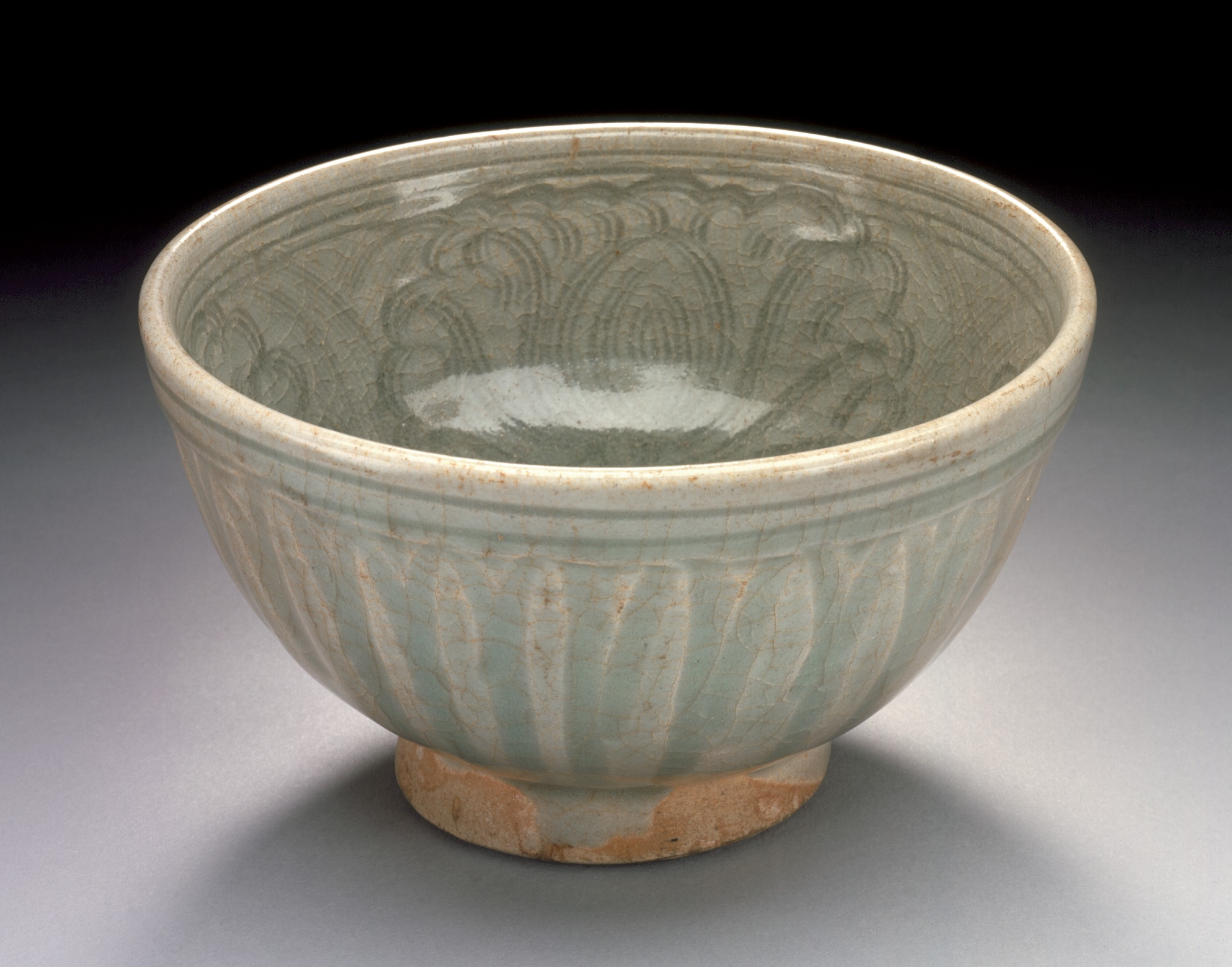
Tigela tailandesa com desenhos incisos de peónias, Sri Satchanalai, século XV.

A cerâmica tailandesa tem a sua própria tradição de produção de celadão. A cerâmica medieval tailandesa foi inicialmente influenciada pelo celadão chinês, mas cedo desenvolveu as suas próprias técnica e estilo. Um dos fornos mais famosos durante o reino de Sucotai estava em S(r)i Satchanalai, perto dos distritos de Si Satchanalai e Sawanjalok na província de Sucotai, no centro-norte da Tailândia. A produção começou no século XIII e continuou até ao século XVI. Artisticamente, alcançou o apogeu no século XIV.

## Técnica e decoração

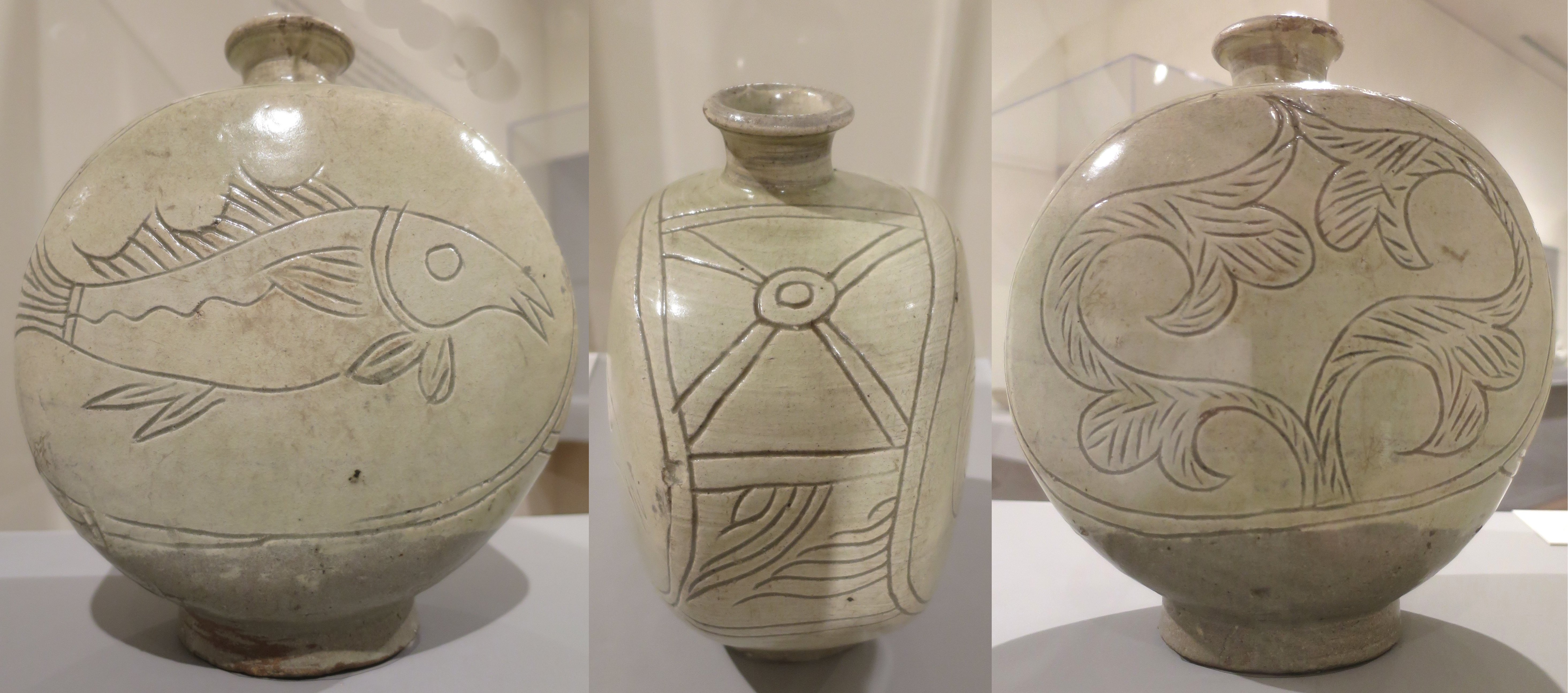
Garrafa para vinho. século XV, dinastia Joseon, com esmalte celadão e engóbio branco.

A cor azul-verde do celadão provém de uma pequena quantidade de óxido de ferro em estado ferroso incluído no esmalte durante a cozedura de redução (com um consumo limitado de oxigénio). Uma cozedura oxidante (com uma maior entrada de ar) converte o ferro ferroso em férrico (idêntica ao conteúdo no óxido) e consegue um esmalte de cor amarela parda. Por vezes, durante o arrefecimento, o forno se re-oxigena, e algumas peças apresentam ambas as cores..
Os oleiros da dinastia Goryeo utilizaram na incrustação da decoração engóbio preto ou branco, depositado nas incisões feitas na argila húmida e cujo excedente se limpava. Esta técnica dá um efeito similar ao da intársia. O esmalte Vermelho obtém-se graças a um óxido de cobre. Durante a dinastia Joseon apareceu um esmalte cinzento.
As cerâmicas celadão são geralmente monócromas, por vezes sem ornamentação, embora frequentemente estejam decoradas com motivos simples e finamente destacados com relevo. O grou-comum, que é a ave símbolo da longevidade e da felicidade, é encontrada com grande frequência nas porcelanas de celadão coreanas.